# Ливерњано (Болоња)
Ливерњано (итал. Livergnano) је насеље у Италији у округу Болоња, региону Емилија-Ромања.
Према процени из 2011. у насељу је живело 293 становника. Насеље се налази на надморској висини од 548 м.